# Kihei
Kihei är ett befolkat område i Maui County i den amerikanska delstaten Hawaii med cirka 16 749 invånare (2000). Den har enligt United States Census Bureau en area på totalt 30,8 km² varav 4,5 km² är vatten. 